# Plagiotheciopsis
Plagiotheciopsis là một chi rêu trong họ Entodontaceae.